# 천곡사 (통천군)
천곡사(泉谷寺)는 조선민주주의인민공화국 강원도 통천군에 있는 사찰이다.
동해와 멀지 않은 통천군 패천리에 있다. 천곡사가 자리잡은 황룡산은 높이 1,268미터로 강원도 북단의 통천군과 안변군의 경계를 이루는 산이다. 안변군은 일제 강점기까지 함경남도에 속하다가 강원도로 이동되었다. 안변군 쪽 황룡사 서쪽 중턱에는 천곡사와 함께 황룡산을 대표하는 보현사가 있다. 천곡사는 반대편 통천군 쪽인 황룡산 동쪽 기슭에 있다.
조선 영조 15년인 1739년에 승려 만정이 창건하여 흥국사라고 부른 것이 시초라고 알려져 있다. 60년 후 정조 21년인 1797년에 징천이 원래 자리보다 약간 북쪽으로 옮겨 지은 후 이름을 천곡사로 개칭하였다.
천곡사가 자리잡은 황룡산은 넓게 보아 금강산에 속하기도 하므로 금강산 천곡사로도 알려져 있다. 금강산의 대본산 유점사 재적 승려였던 김청암이 1920년대 천곡사에 머물면서 충청북도의 연화사를 창건했다.

## 같이 보기
- 황룡산

## 참고자료
- 정태혁 (1983년 9월). “금강산 명찰사적 탐사기 : 강원도 통천 천곡사”. 《북한》 (제141호): 233~235쪽.